# Conglomerato bituminoso

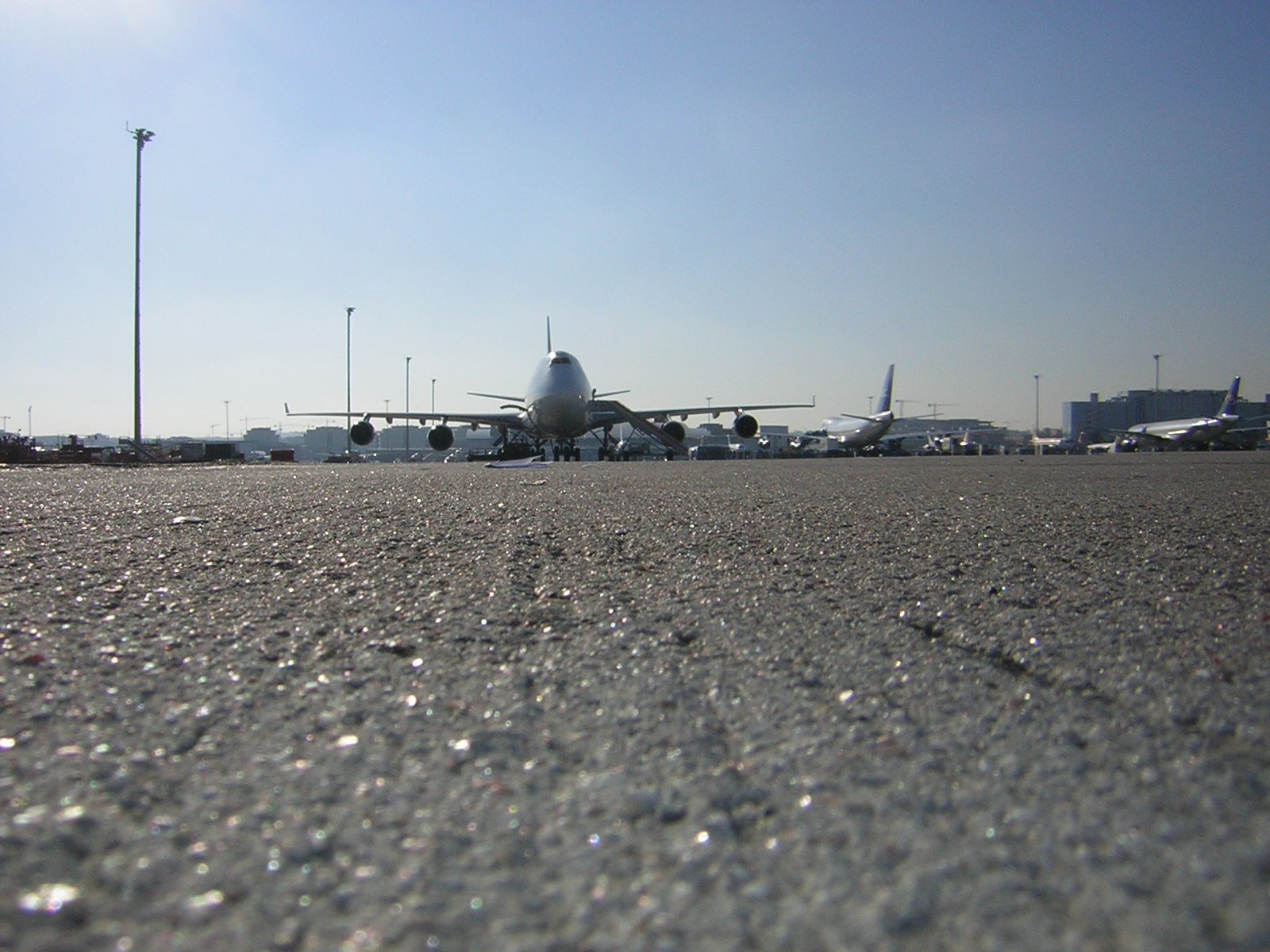
Pavimentazione in conglomerato bituminoso, in ambito aeroportuale

Il conglomerato bituminoso è costituito da una miscela di aggregati (materiali rocciosi di diversa granulometria quali filler, sabbia e pietrisco) e un legante.
Nei conglomerati si prevede anche l'aggiunta di polimeri (resine sintetiche) che influenzano le caratteristiche fisiche e/o chimiche del materiale.
Viene utilizzato, di norma, per la realizzazione delle superfici carrabili (strade, piste di atterraggio, ecc.) ma non ne è l'unico costituente.
Il conglomerato bituminoso viene chiamato anche asfalto, termine con cui storicamente viene anche chiamato il bitume che affiora naturalmente in superficie.

## Inerti
Nel confezionamento di conglomerati bituminosi vengono impiegati inerti di origine naturale oppure provenienti dalla frantumazione delle rocce, aventi granulometria variabile.
Quelli naturali sono la ghiaia e la sabbia provenienti da depositi naturali, mentre quelli artificiali sono pietrischi e graniglie che si ottengono per estrazione dalle cave e successiva frantumazione.
Si parla inoltre di:
- tout-venant se gli inerti sono già granulometricamente assortiti in natura;
- misto granulare se invece l'assortimento degli inerti è ottenuto da miscelazione artificiale.

I materiali molto fini che hanno il compito di riempire gli spazi lasciati liberi dagli aggregati più grossi vengono chiamati filler o additivi.

## Leganti bituminosi

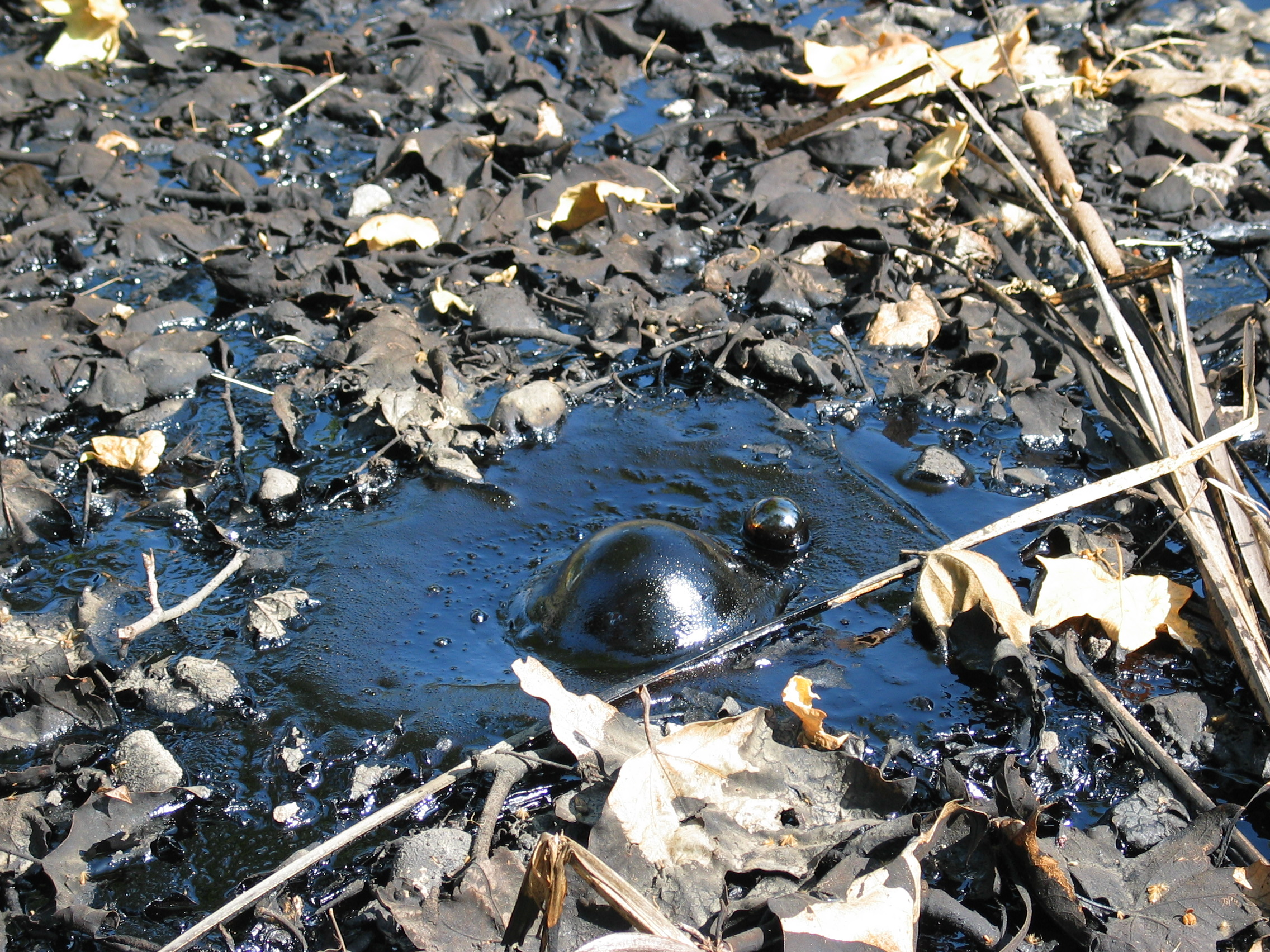
Affioramento naturale di bitume.

Come il cemento nei conglomerati cementizi, i leganti bituminosi hanno la funzione di legare gli inerti fra di loro.
I leganti bituminosi possono essere:
- bitumi naturali: si presentano come materiale impregnante di molte rocce sedimentarie (arenarie, calcari,ecc.) oppure sotto forma di vene o sacche nel sottosuolo o ancora come affioramenti superficiali alimentati da vene sotterranee.
- bitumi artificiali: sono un sottoprodotto della distillazione frazionata del petrolio. Sono meno stabili dei precedenti poiché presentano una minore percentuale di asfalteni che proteggono il bitume dall'invecchiamento provocato dall'ossidazione dell'aria e dalla prolungata esposizione agli agenti atmosferici. Per migliorarne la stabilità i bitumi di petrolio vengono sottoposti a un trattamento (moderata ossidazione) che ne provoca un parziale invecchiamento; in questo caso si parla di bitumi ossidati o soffiati;
- bitumi liquidi: ottenuti dai precedenti semisolidi con l'aggiunta di solventi;
- emulsioni bituminose: si ottengono disperdendo bitume puro, in percentuale del 50-65%, in acqua calda addizionata di specifici tensioattivi; venendo a contatto con la superficie da trattare l'acqua evapora e il bitume si coagula formando una pellicola;
- asfalti: derivano dalla frantumazione di rocce calcaree naturali impregnate intimamente di bitume. Tali rocce sono dette rocce asfaltiche;
- catrami: si ottengono dal raffreddamento dei vapori che si liberano durante la distillazione secca del litantrace;

## Produzione

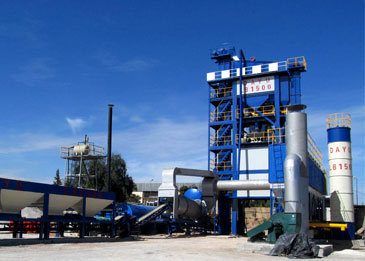
Impianto per la realizzazione di conglomerato bituminoso.

I conglomerati bituminosi vengono prodotti in appositi impianti.
I vari ingredienti vengono mescolati a caldo (150 °C circa).
Per primo vengono mescolate le varie pezzature degli inerti fino a ottenere la curva granulometrica richiesta, successivamente si spruzza il bitume e, nel caso di bitumi additivati, le resine sintetiche.
Il conglomerato viene successivamente trasportato fino al luogo di posa mediante macchine stenditrici mantenendo la miscela a una temperatura adatta alla lavorazione.

## Modalità di posa
Come accennato precedentemente il conglomerato bitumioso è un materiale che viene impastato e posato a caldo.
Di norma le temperature che devono raggiungere i conglomerati variano da 130 a 150 °C; nel caso di bitumi modificati tali temperature possono essere maggiori.
I conglomerati bituminosi non vanno sottoposti a temperature eccessivamente elevate poiché si potrebbero danneggiare le proprietà leganti del bitume inoltre, poiché la lavorabilità del materiale è garantita dalla sua temperatura, questa non deve essere neppure troppo bassa per non compromettere le caratteristiche finali del conglomerato posato. Il periodo ideale di preparazione e di posa della miscela bituminosa è pertanto quello che va da marzo a novembre, a condizione che le condizioni meteorologiche siano buone, ovvero con livelli di umidità non troppo elevati.

## Strati in conglomerato bituminoso

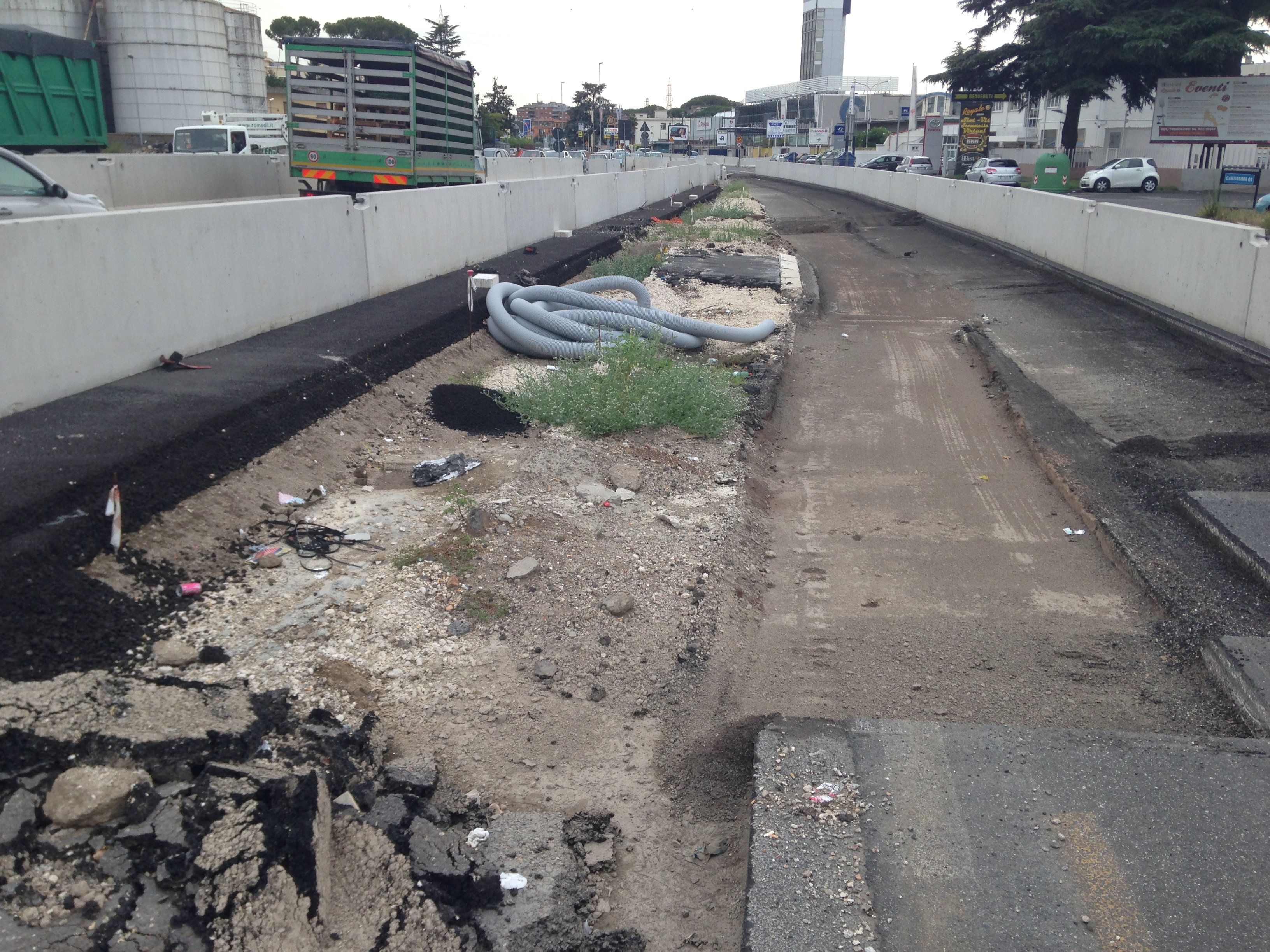
Confronto tra una nuova pavimentazione stradale, sulla sinistra, ed una vecchia, sulla destra

La parte di pavimentazione in conglomerato bituminoso si chiama manto  e di norma si suddivide in due strati denominati:
- tappetino di usura  o strato di usura: è la parte superficiale della sovrastruttura stradale ed è, pertanto, quella a contatto diretto con il traffico stradale e con gli agenti atmosferici. La sua funzione è quella di assorbire i carichi superficiali e trasmetterli agli strati sottostanti, offrire aderenza agli pneumatici dei veicoli e allo stesso tempo garantire l'impermeabilità. Normalmente, il tappetino è costituito da conglomerato a struttura chiusa anche se esistono strati di usura drenanti e fonoassorbenti costituiti da conglomerati a struttura aperta con leganti bituminosi modificati;
- binder o strato di collegamento: è il bitumato più interno, che collega lo strato di base con il tappetino di usura, e ha il compito di trasmettere i carichi verticali alla fondazione senza deformazioni permanenti. È costituito normalmente da un conglomerato a struttura semiaperta.

Spesso anche lo strato di base è costituito da conglomerato bituminoso in luogo del misto bitumato.
Nelle pavimentazione a tutto-asfalto si realizza la pavimentazione bituminosa in più strati direttamente sul sottofondo stradale che deve possedere le idonee capacità portanti.
Gli spessori di questi strati sono funzione del traffico stradale; in particolare per un traffico molto ridotto lo spessore dello strato sarà esiguo mentre per un traffico pesante si realizzerà uno strato spesso.

## Realizzazione di un manto stradale bituminoso

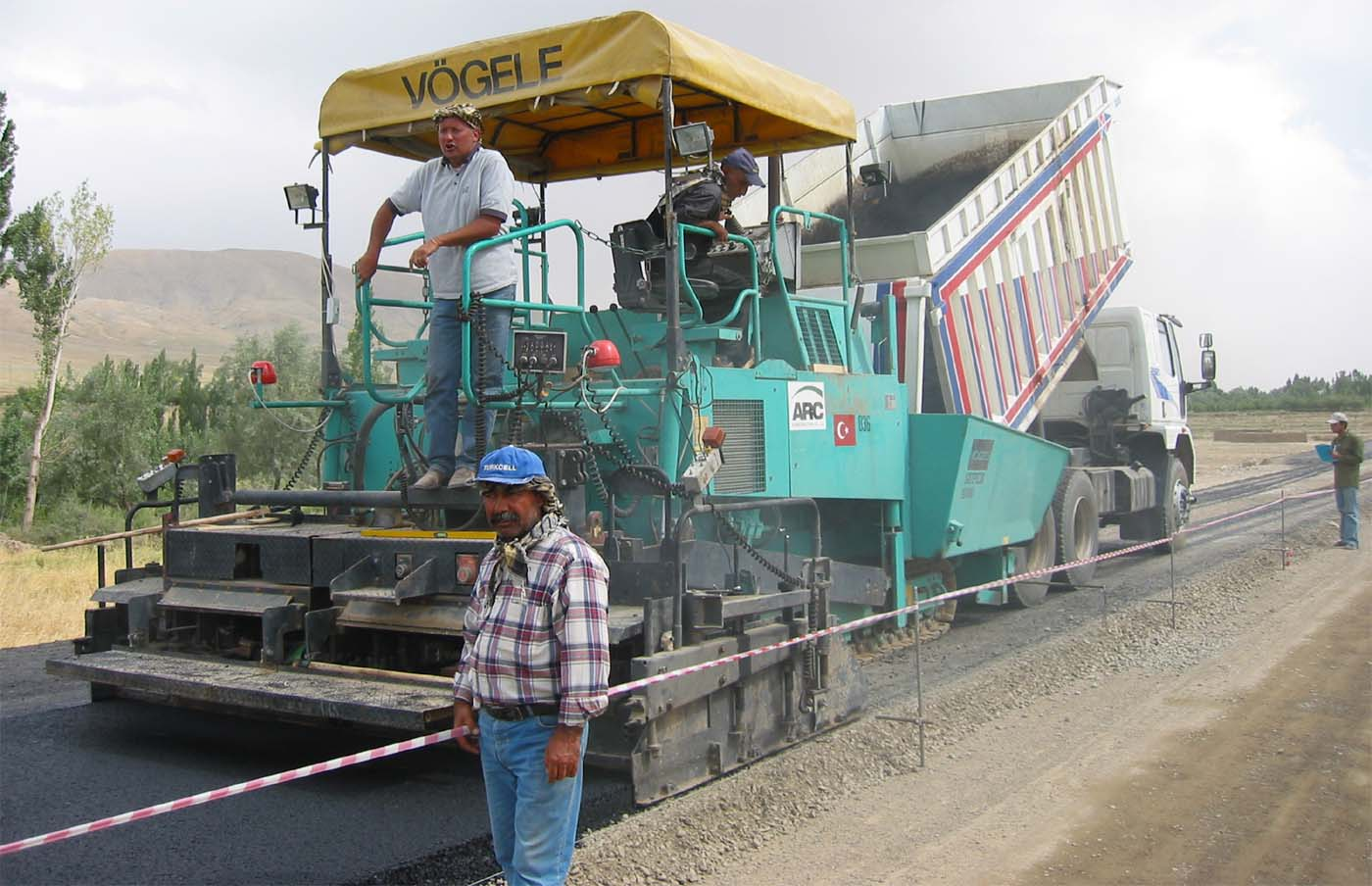
Stesura di un manto stradale tramite finitrice stradale.

Il conglomerato bituminoso viene prodotto in impianti e successivamente trasportato in cantiere per la sua posa in opera. Prima della posa del materiale si deve provvedere alla preparazione del piano di posa: questo deve essere pulito, asciutto e privo di eccessiva umidità (si devono eliminare eventuali veli d'acqua).
Se si sta provvedendo al rifacimento di un manto stradale, si deve provvedere alla rimozione del vecchio conglomerato mediante scarificazione del manto attraverso l’utilizzo di apposite fresatrici stradali.
Se invece si sta realizzando una nuova strada il terreno deve essere a granulometria e caratteristiche controllate e deve essere compattato e rullato con rullo compressore fino a raggiungere il grado di compattazione richiesto. Le caratteristiche del terreno possono essere migliorate mediante apporto di materiale stabilizzato granulometricamente e compattato come sopra.
Per garantire l'ancoraggio tra piano di posa e conglomerato bituminoso deve essere spruzzata con macchina spargitrice un'emulsione bituminosa, di regola al 60%. Dopo che lo strato di ancoraggio si è ossidato (10 - 60 min) si può procedere con la stesa del conglomerato mediante macchina vibrofinitrice e successiva compattazione effettuata con un rullo compressore. Questa lavorazione viene effettuata generalmente in uno o più strati per uno spessore totale minimo di 7–10 cm (strade locali e urbane) a 15–25 cm (strade extraurbane e autostrade).

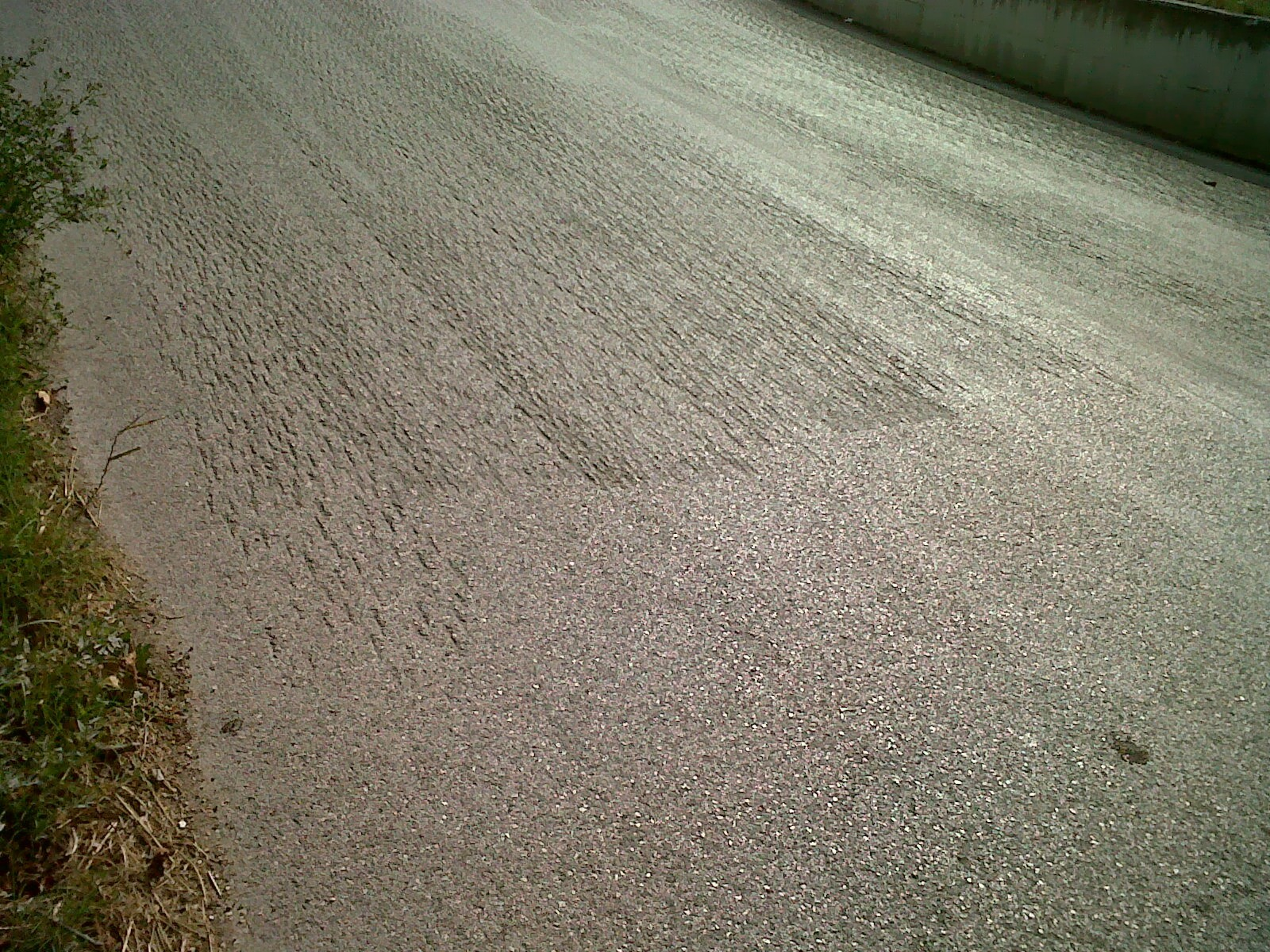
Strada fresata, messa a confronto con la medesima non lavorata

Un'eventuale lavorazione a cui può essere sottoposta questo tipo di strada è la fresatura superficiale, che permette di creare dei solchi che conferiscono delle caratteristiche più simili agli asfalti drenanti.

## Fessurazioni a fatica

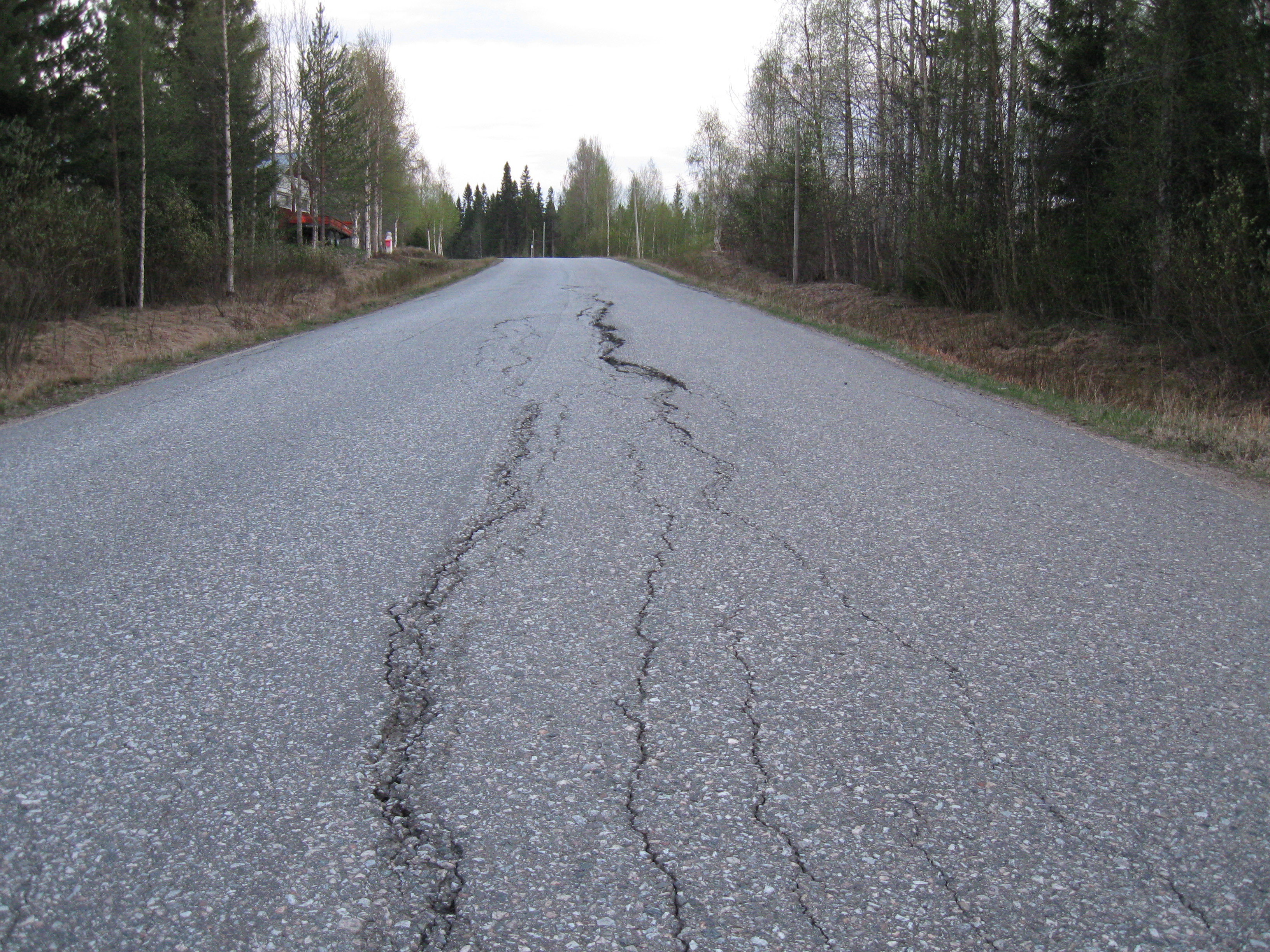
Lesioni della sede stradale

Quando sul piano viabile transita un veicolo questo esercita sugli strati bituminosi costituenti una pavimentazione stradale un carico di breve durata.
Poiché l'entità del traffico e le tipologie di mezzi transitanti è variabile nel tempo il piano viario è soggetto a cicli di carico variabili.
A ogni passaggio è associato la formazione di micro-lesioni che poi degenerano in fessure visibili anche a occhio nudo.
Tale tipo di danneggiamento degli strati bituminosi prende il nome di fessurazione per fatica (fatigue cracking) e determina il degrado della sovrastruttura e la sua perdita di funzionalità.
Oltre all'azione del traffico, il decadimento del conglomerato bituminoso può essere amplificato dalle escursioni di temperatura.
Tra le fessure più comuni rientrano quelle identificate col termine inglese bottom-up, cioè lesioni che si innescano alla base dei conglomerati bituminosi, per effetto delle ripetute sollecitazioni flessionali cui è soggetta la trave bituminosa, e si propagano successivamente verso la superficie
Molto comuni sono anche le fessure cosiddette top-down che si generano in superficie, per effetto delle azioni tangenziali a cui è soggetto il piano viabile (tra queste si ricordano quelle generate dall'adattamento della superficie torica dello pneumatico col piano e quelle indotte dagli sforzi di trazione e di frenatura), che successivamente si propagano all'interno dello spessore bituminoso.
Al fine di scongiurare tale degrado è necessario studiare opportunamente la miscela, soprattutto con riferimento al tenore di bitume e di filler.

## Normativa di riferimento
- Bollettino Ufficiale del CNR Parte IV - Norme tecniche n. 24 - 1971: Norme per l'accettazione dei bitumi per usi stradali.
- Bollettino Ufficiale del CNR Parte IV - Norme tecniche n. 139 - 1992: Norme sugli aggregati: criteri e requisiti di accettazione degli aggregati impiegati nelle sovrastrutture stradali.
- UNI EN 13043:2004 - Aggregati per miscele bituminose e trattamenti superficiali per strade, aeroporti e altre aree soggette a traffico
- UNI EN 13055-2:2005 - Aggregati leggeri - Parte 2: Aggregati leggeri per miscele bituminose, trattamenti superficiali e per applicazioni in strati legati e non legati
- UNI EN 12697-24:2007 - Resistenza a fatica